# Nävertjärnen, Västerbotten
Nävertjärnen är en sjö i Skellefteå kommun i Västerbotten och ingår i Skellefteälvens huvudavrinningsområde.